# 牧夫座BX
牧夫座BX，又名BD+47 2192，HD 133029、SAO 45326、HR 5597，是牧夫座的一颗恒星，视星等为6.37，位于銀經80.19，銀緯57.71，其B1900.0坐标为赤經14h 57m 14s，赤緯+47° 57.71′ 21″。